# Дорни (гребной канал)
Дорни или Дорни-Лейк (англ. Dorney Lake), Гребной центр Итонского колледжа (англ. Eton College Rowing Centre) и Итон-Дорни (англ. Eton Dorney) — гребной канал в 40 километрах к западу от Лондона, поблизости от городов Виндзор и Итон, недалеко от реки Темза, на территории общины Дорни в районе Южный Бакс в графстве Бакингемшир в Юго-Восточной Англии. Создан в преддверии Летних Олимпийских игр 2012 года.

## Описание
Водоём находится в частной собственности и управляется колледжем Итон, который потратил на его развитие 17 миллионов Фунтов стерлингов. Дополнительное финансирование в размере 500 тысяч фунтов были выделены организациями «Спорт Англии», «Спорт Великобритании», DCMS и SEEDA для строительства финишной башни. Проект был завершен в 2006 году, после 10 лет строительства. Несмотря на то, что в первую очередь гребной канал используется коллеждем, объект также сдаётся внаём для проведения соревнований и тренировок по академической гребле, а также плаванию на каноэ, на лодках типа Дракон и триатлону.
Водоём использовался в ходе Летних Олимпийских играх 2012 в качестве места проведения соревнований по академической гребле и гребли на каноэ (гребной слалом проводится в мероприятия пройдут в Центре гребного слалома Броксбурна в Хартфордшире), а также будут проведения соревнования по гребле Летних Паралимпийских игр 2012. Для обеспечения олимпиады была проведена реконструкция, чтобы включить 20 000 мест, большинство из которых являются временными. Строительство началось в октябре 2009 года с улучшения самого водоёма, в том числе новый сквозной канал для возвращения, новый мост и обновление подъездных дорог, финансируемое Olympic Delivery Authority (ODA). Во время Олимпийских игр на гребном канале Дорни работали около 3500 сотрудников, в том числе волонтёров. Временный мост связал гребной канал Дорни с Виндзорским ипподромом, где были создана парковка и отправная точка для олимпийских зрителей.

## Прошедшие и ожидаемые события
Гребной канал Дорни принимал следующие международные мероприятия по гребле:
- Кубок мира по гребле[англ.] 2005 года (26 мая — 28 мая)
- Coupe de la Jeunesse[англ.] 2005 года (29 июля — 31 июля)
- Чемпионат мира по академической гребле 2006 года (20 августа — 27 августа)
- Чемпионат мира по академической гребле среди юниоров[англ.] 2011 года (3 августа — 7 августа)
- Летние Олимпийские игры 2012 (27 июля — 12 августа: гребля с 28 июля по 4 августа, гребля на каноэ)[6]
- Летние Паралимпийские игры 2012 (29 августа — 9 сентября: гребля с 31 августа по 2 сентября)

## Характеристики гребного канала
Размеры водоёма следуют правилам для гребных каналов Международной федерации гребли для проведения Чемпионат мира по академической гребле, Кубка мира по гребле или Олимпийских регат:
- Постоянный уровень воды
- длина 2200 метров для гонок по прямой
- 8 гребных дорожек, каждая шириной 13,5 метров
- Минимальная глубина воды 3,5 метра
- Обратный канал, позволяющим лодкам перемещаться на старт, отделенный от основного канала островом

## Домашние регаты
На водоёме проводится ряд ежегодных регат, которые ранее проводились на реке Темза и были переведены на гребной канал. К ним относятся следующие:
- Марлоу регата[англ.], июнь
- Митрополит регата[англ.], май/июнь
- Уиллингфорт регата[англ.], май

## Доступ для широкой публики
Любой может посещать гребной канал Дорни круглогодично, за исключением нескольких дней. Двухкилометровые прямые дорожки вдоль водоёма по обе стороны, делают его популярным местом для бегунов, роллеров, и даже лыжников, практикующих с роликовые лыжи.